# Joseph Henri Esquirol
Pour les articles homonymes, voir Esquirol (homonymie).
Joseph Henri Esquirol est un missionnaire, linguiste et collecteur botanique français, né le 23 septembre 1870 à Plaisance (Aveyron) et mort le 8 août 1934 à Lanlong (Chine).

## Biographie
Il fait ses études au Petit Séminaire de Belmont-sur-Rance et entre au Séminaire des Missions Étrangères le 13 septembre 1890. Il est ordonné prêtre le 30 juin 1895 et part le 15 août pour la mission du Kouy-tcheou (Guizhou en Chine).
De 1895 à 1908, il est vicaire à Tsehen avec le père Gustave Williatte, au pays des Diois (Guangxi). Ils écrivent à deux un dictionnaire dioi-français et français-dioi, que le père Esquirol va lui-même faire imprimer à Hong Kong en 1908.
De 1908 à 1912, il évangélise à Lofou et de 1912 à 1924 à Wangmo.
Dans son dernier poste à Tchengong, il étudie la langue de cette région et rédige un dictionnaire kanao-français et français-kanao.
Malade, avec des crises hépatiques de plus en plus sérieuses, il se rend à Lanlong (Hunan) pour se soigner.
Il meurt le 8 août 1934 auprès de son frère, le père Louis Esquirol, provicaire de la mission de Lanlong.
Il a été membre de l'Académie internationale de géographie botanique (société savante du Mans) fondée par Mgr Léveillé à qui il a fait parvenir un grand nombre d'échantillons de plantes et qui a procédé à leur détermination.

## Quelques publications
- avec Gustave Williatte - Dictionnaire Y-jen - Hongkong : Impr.de la Société des Missions Étrangères,1907 [2]
- avec Gustave Williatte - Essai de dictionnaire dioi-français reproduisant la langue parlée par les tribus thai de la haute rivière de l'Ouest - Hongkong : impr. de la Société des Missions Étrangères, 1908
- Vocabulaire français-dioi - Hongkong : impr. de la Société des Missions Étrangères, 1908
- Dictionnaire Kanao-français et Français-Kanao - Hongkong : impr. de la Société des Missions Étrangères, 1931.
- Les Ka Nao du Kouy-Tcheou. - Bulletin de la mission du Kouy-tchéou, 1931
- Les Ka Nao du Cheng fong - Bulletin de la mission du Kouy-tchéou, 1931 Article disponible sur le site des Missions étrangères de Paris

## Plantes qui lui ont été dédiées
Pour ses importantes collectes d'échantillons, un genre Esquirolia H.Lév., de la famille des Oléacées, lui a été dédié ainsi que de nombreuses espèces de plantes :
| - Abelmoschus esquirolii (H.Lév.) S.Y.Hu, (1955) Malvacée (Synonyme : Hibiscus esquirolii H.Lév.) - Abutilon esquirolii H.Lév. (1914) - Abutilon (Malvacée) de Chine (Guizhou) - Acanthopanax esquirolii H.Lév. (1914) - Araliacée de Chine (Guizhou) - Acronychia esquirolii H.Lév. (1914-15) - Rutacée de Chine (Guizhou) - Aeschynanthus esquirolii H.Lév. (1913) - Gesnériacée de Chine (Guizhou) - Ailanthus esquirolii H.Lév. (1915) - Ailante (Simaroubacée) de Chine (Guizhou) - Albizia esquirolii H.Lév. (1914-15) - Fabacée de Chine (Guizhou) - Alstonia esquirolii H.Lév. (1915) - Apocynacée de Chine (Guizhou) - Anemone esquirolii H.Lév. & Vaniot (1910) - Renonculacée de Chine (Guizhou) - Anerincleistus esquirolii (H.Lév.) J.F.Maxwell (1983) - Mélastomatacée de Chine (Synonyme : Sonerila esquirolii H.Lév.) - Antirhea esquirolii H.Lév. (1914-15) - Rubiacée de Chine (Guizhou) - Ardisia esquirolii H.Lév. -(1913) - Myrsinacée de Chine (Guizhou) - Artabotrys esquirolii H.Lév. (1914-15) - Annonacée de Chine (Guizhou) - Aspidium esquirolii (Christ) C.Chr. (1913) - Dryoptéridacée de Chine (Synonyme : Sagenia esquirolii Christ) - Aspidopterys esquirolii H.Lév. (1912 ) - Malpighiacée de Chine (Guizhou) - Aster esquirolii H.Lév. (1914-5) - Astéracée de Chine (Guizhou) - Astragalus esquirolii H.Lév. (1915) - Fabacée de Chine (Yunnan) - Baccaurea esquirolii H.Lév. (1914-15) - Euphorbiacée de Chine (Guizhou) - Balanophora esquirolii H.Lév. (1906) - Balanophoracée de Chine - Begonia esquirolii H.Lév. (1912) - Bégonia (Bégoniacée) de Chine (Guizhou) - Berberis esquirolii H.Lév. (1914-1915) - Berbéridacée de Chine (Guizhou) - Biophytum esquirolii H.Lév. (1913) - Oxalidacée de Chine (Guizhou) - Blumea esquirolii H.Lév. & Vaniot (1909) - Astéracée de Chine - Boea esquirolii H.Lév. & Vaniot (1906) - Gesnériacée de Chine - Boehmeria esquirolii H.Lév. & Blin (1912) - Urticacée de Chine (Guizhou) - Bredia esquirolii (H.Lév.) Lauener (1972) - Mélastomatacée de Chine (Guizhou) (Synonyme : Barthea esquirolii H.Lév.) - Burretiodendron esquirolii (H.Lév.) Rehder (1936) - Malvacée de Chine (Guizhou) (Synonyme : Pentace esquirolii H.Lév.) - Calamintha esquirolii H.Lév. (1910) - Lamiacée de Chine (Synonyme : Plectranthus parishii Hook.f.) - Callicarpa esquirolii H.Lév. (1911) - Lamiacée de Chine (Guizhou) - Campylotropis esquirolii Schindler (1912) - Fabacée de Chine (Guizhou) - Carex esquirolii H.Lév. & Vaniot (1906) - Cypéracée de Chine - Celastrus esquirolii H.Lév. (1914) - Célastracée de Chine (Guizhou) - Cephalanthus esquirolii H.Lév. (1914) - Rubiacée de Chine (Guizhou) - Chloranthus esquirolii H.Lév. (1914-15) - Chloranthacée de Chine (Guizhou) - Chrysosplenium esquirolii H.Lév. (1911) - Saxifragacée de Chine (Guizhou) - Cinnamomum esquirolii H.Lév. (1914-15) - Lauracée de Chine (Guizhou) - Clausena esquirolii H.Lév. (1911) - Rutacée de Chine (Guizhou) (Synonyme : Glycosmis esquirolii Tanaka) - Clematis esquirolii H.Lév. & Vaniot (1906) - Renonculacée de Chine - Clethra esquirolii H.Lév. (1912) - Cléthracée de Chine (Guizhou) - Coelogyne esquirolii Schltr. (1919) - Orchidacée de Chine (Guizhou) - Cornus esquirolii H.Lév. (1914) - Cornacée de Chine (Guizhou) - Corydalis esquirolii H.Lév. (1912) - Papavéracée de Chine (Guizhou) - Crotalaria esquirolii H.Lév. (1914-15) - Fabacée de Chine (Guizhou) - Cyclophorus esquirolii H.Lév. (1915) - Polypodiacée de Chine - Cyclosorus esquirolii (Christ) C.M.Kuo (2002) - Thélyptéridacée de Chine (Guizhou) (Synonymes : Dryopteris esquirolii Christ, Christella esquirolii H.Lév., Lastrea esquirolii (Christ) Copel., Pseudocyclosorus esquirolii (Christ) Ching, Thelypteris esquirolii (Christ) Ching) - Dalbergia esquirolii H.Lév. (1914-15) - Fabacée de Chine (Guizhou) - Damnacanthus esquirolii H.Lév. (1912) - Rubiacée de Chine (Yunnan) - Daphne esquirolii H.Lév. (1915) - Thyméléacée de Chine (Yunnan) - Decaspermum esquirolii (H.Lév.) H.T.Chang & R.H.Miao (1982) - Myrtacée de Chine (Guizhou) (Synonyme : Eugenia esquirolii H.Lév.) - Delphinium esquirolii H.Lév. & Vaniot (1906) - Renonculacée de Chine - Desmodium esquirolii H.Lév. (1914-15) - Fabacée de Chine (Guizhou) - Deutzia esquirolii (H.Lév.) Rehder (1933) - Hydrangeacée de Chine (Guizhou) (Synonyme : Styrax esquirolii H.Lév.) - Didymocarpus esquirolii H.Lév. (1911) - Gesnériacée de Chine (Guizhou) - Dioscorea esquirolii Prain & Burkill (1931) - Dioscoréacée de Chine (Guizhou) - Diospyros esquirolii H.Lév. (1914-15) - Ébénacée de Chine (Guizhou) - Dischidia esquirolii (H.Lév.) Tsiang (1936) - Asclépiadacée de Chine (Guizhou) (Synonyme : Hoya esquirolii H.Lév.) - Dracocephalum esquirolii H.Lév. (1910) - Lamiacée de Chine - Drynaria esquirolii C.Chr. (1913) - Polypodiacée de Chine - Dysophylla esquirolii H.Lév. (1912) - Lamiacée de Chine (Guizhou) - Dysoxylum esquirolii H.Lév. -(1916) - Méliacée de Chine (Guizhou) - Echinocarpus esquirolii H.Lév. (1912) - Élaéocarpacée de Chine (Guizhou) - Ehretia esquirolii H.Lév. (1913) - Boraginacée de Chine (Guizhou) - Embelia esquirolii H.Lév. (1912) - Myrsinacée de Chine (Guizhou) - Engelhardtia esquirolii H.Lév. (1913) - Juglandacée de Chine (Guizhou) - Epilobium esquirolii H.Lév. (1907) - Onagracée de Chine - Eriolaena esquirolii H.Lév. (1914-15) - Sterculiacée de Chine (Guizhou) - Euonymus esquirolii H.Lév. (1914) - Célastracée de Chine (Guizhou) - Euphorbia esquirolii H.Lév. & Vaniot (1906) - Euphorbe (Euphorbiacée) de Chine (Guizhou) - Eurya esquirolii H.Lév. (1915) - Théacée de Chine (Guizhou) - Ficus esquiroliana H.Lév. - Moracée de Chine (Guizhou) - Galium esquirolii H.Lév. (1915) - Rubiacée de Chine (Yunnan) - Gentiana esquirolii H.Lév. (1913) - Gentianacée de Chine (Guizhou) - Glochidion esquirolii H.Lév. (1913) - Euphorbiacée de Chine (Guizhou) - Gnaphalium esquirolii H.Lév. (1912) - Astéracée de Chine (Guizhou) (Synonyme : Anaphalis esquirolii H.Lév.) - Gynura esquirolii H.Lév. (1914) - Astéracée de Chine (Guizhou) - Hemiboea esquirolii H.Lév. (1911) - Gesnériacée de Chine (Guizhou) - Hemsleya esquirolii H.Lév. (1914-15) - Cucurbitacée de Chine (Guizhou) - Heptapleurum esquirolii H.Lév. (1914) - Araliacée de Chine (Guizhou) - Heterostemma esquirolii (H.Lév.) Tsiang (1936) - Asclépiadacée de Chine (Guizhou) (Synonyme : Pentasacme esquirolii H.Lév.) - Hiptage esquirolii H.Lév. (1912) - Malpighiacée de Chine (Guizhou) - Hypericum esquirolii H.Lév. (1909) - Clusiacée de Chine - Indigofera esquirolii H.Lév. (1913) - Fabacée de Chine (Guizhou) - Inula esquirolii H.Lév. (1912) - Astéracée de Chine (Guizhou) - Jasminum esquirolii H.Lév. (1911) - Jasmin (Oléacée) de Chine (Guizhou) - Keteleeria esquirolii H.Lév. (1910) - Pinacée de Chine - Lasianthus esquirolii H.Lév. (1912) - Rubiacée de Chine (Guizhou) - Lasiobema esquirolii (Gagnep.) de Wit (1956) - Fabacée de Chine (Yunnan) (Synonyme : Bauhinia esquirolii Gagnep.) - Leptodermis esquirolii H.Lév. (1911) - Rubiacée de Chine (Yunnan) - Leptopus esquirolii (H.Lév.) P.T.Li (1983) - Euphorbiacée de Chine (Guizhou) (Synonyme : Andrachne esquirolii H.Lév.) - Ligustrum esquirolii H.Lév. (1911) - Oléacée de Chine (Guizhou) - Limnanthemum esquirolii H.Lév. (1914) - Ményanthacée de Chine (Guizhou) - Lindera esquirolii H.Lév. (1911) - Lauracée de Chine (Guizhou) - Litsea esquirolii H.Lév. (1911) - Lauracée de Chine (Guizhou) - Lobelia esquirolii H.Lév. (1914-15) - Campanulacée de Chine (Guizhou) - Lonicera esquirolii H.Lév. (1914-15) - Caprifoliacée de Chine (Guizhou) - Lysimachia esquirolii Bonati (1914) - Primulacée de Chine (Guizhou) - Macaranga esquirolii (H.Lév.) Rehder (1937) - Euphorbiacée de Chine (Guizhou) (Synonyme : Morinda esquirolii H.Lév.) - Maesa esquirolii H.Lév. (1911) - Myrsinacée de Chine (Guizhou) - Mallotus esquirolii H.Lév. (1911) - Euphorbiacée de Chine (Guizhou) - Maytenus esquirolii (H.Lév.) C.Y.Cheng (1999) - Célastracée de Chine (Guizhou) (Synonyme : Gymnosporia esquirolii H.Lév.) - Melampyrum esquirolii (H.Lév. & Vaniot) Hand.-Mazz. (1936) - Scrophulariacée de Chine (Synonyme : Scutellaria esquirolii H.Lév. & Vaniot) - Melastoma esquirolii H.Lév. (1910) - Mélastomatacée de Chine - Melodinus esquirolii H.Lév. (1913) - Apocynacée de Chine (Guizhou) - Mespilus esquirolii H.Lév. (1913) - Rosacée de Chine (Guizhou) - Microtoena esquirolii H.Lév. (1911) - Lamiacée de Chine (Guizhou) - Millettia esquirolii H.Lév. (1914-15) - Fabacée de Chine (Guizhou) - Mucuna esquirolii H.Lév. (1909) - Fabacée de Chine - Mussaenda esquirolii H.Lév. (1914-15) - Rubiacée de Chine (Guizhou) - Myrica esquirolii H.Lév. (1913) - Myricacée de Chine (Guizhou) - Myrsine esquirolii H.Lév. (1913) - Myrsinacée de Chine (Guizhou) - Nymphaea esquirolii H.Lév. & Vaniot (1907) - Nymphaéacée de Chine - Oldenlandia esquirolii (H.Lév.) Chun (1934) - Rubiacée de Chine (Guizhou) (Synonyme : Hedyotis esquirolii H.Lév.) - Omphalodes esquirolii H.Lév. -(1913) - Boraginacée de Chine (Guizhou) - Ophiorrhiza esquirolii H.Lév. (1914) - Rubiacée de Chine (Guizhou) - Ormosia esquirolii H.Lév. (1914-15) - Fabacée de Chine (Guizhou) - Ottelia esquirolii (H.Lév. & Vaniot) Dandy (1934) - Hydrocharitacée de Chine (Guizhou) (Synonyme : Boottia esquirolii H.Lév. & Vaniot) - Paederia esquirolii H.Lév. (1911) - Rubiacée de Chine (Guizhou) | - Parnassia esquirolii H.Lév. (1914) - Parnassiacée de Chine (Guizhou) - Pavetta esquirolii H.Lév. (1914) - Rubiacée de Chine (Guizhou et Yunnan) - Pellionia esquirolii H.Lév. (1913) - Urticacée de Chine (Guizhou) - Peperomia esquirolii H.Lév. (1911) - Pipéracée de Chine (Guizhou) - Pertya esquirolii H.Lév. (1914) - Astéracée de Chine (Guizhou) - Phlomis esquirolii H.Lév. (1910) - Lamiacée de Chine - Photinia esquirolii (H.Lév.) Rehder (1936) - Rosacée de Chine (Guizhou) (Synonyme : Cotoneaster esquirolii H.Lév.) - Phryma esquirolii H.Lév. (1913) - Phrymacée de Chine (Guizhou) - Phtheirospermum esquirolii Bonati (1907) - Scrophulariacée de Chine - Physalis esquirolii H.Lév. & Vaniot (1908) - Solanacée de Chine - Phytolacca esquirolii H.Lév. (1914-15) - Phytolaccacée de Chine (Guizhou) - Pieris esquirolii H.Lév. & Vaniot (1906) - Éricacée de Chine - Plagiopetalum esquirolii (H.Lév.) Rehder (1934) - Mélastomatacée de Chine (Guizhou) (Synonyme : Sonerila esquirolii H.Lév.) - Plectranthus esquirolii H.Lév. (1911) - Lamiacée de Chine (Guizhou) - Plumbago esquirolii H.Lév. (1913) - Plumbaginacée de Chine (Guizhou) - Podophyllum esquirolii H.Lév. (1912) - Berbéridacée de Chine (Guizhou) - Pogostemon esquirolii (H.Lév.) C.Y.Wu & Y.C.Huang (1977) - Lamiacée de Chine (Guizhou) (Synonyme : Caryopteris esquirolii H.Lév.) - Polygonatum esquirolii H.Lév. (1910) - Convallariacée de Chine - Polygonum esquirolii H.Lév. (1910) - Polygonacée de Chine - Porana esquirolii H.Lév. (1911) - Convolvulacée de Chine (Guizhou) - Premna esquirolii H.Lév. (1916) - Lamiacée de Chine (Yunnan) - Primula esquirolii Petitm. (1907) - Primulacée de Chine - Prosopis esquirolii H.Lév. (1914-15) - Fabacée de Chine (Guizhou) - Psychotria esquirolii H.Lév. (1912) - Rubiacée de Chine (Guizhou) - Pteris esquirolii Christ (1909) - Ptéridacée de Chine - Pterocarya esquirolii H.Lév. (1916) - Juglandacée de Chine (Guizhou) - Pycnostelma esquirolii H.Lév. (1914-15) - Asclépiadacée de Chine (Guizhou) - Pyrus esquirolii H.Lév. (1913) - Poirier (Rosacée) de Chine (Guizhou) - Reevesia esquirolii H.Lév. (1914) - Sterculiacée de Chine (Guizhou) - Rhamnus esquirolii H.Lév. (1912) - Rhamnacée de Chine (Guizhou) - Rhododendron esquirolii H.Lév. (1913) - Éricacée de Chine (Guizhou) - Rhus esquirolii H.Lév. (1913) - Anacardiacée de Chine (Guizhou) - Rohdea esquirolii H.Lév. (1907) - Convallariacée de Chine - Rosa esquirolii H.Lév. & Vaniot (1908) - Rosier (Rosacée) de Chine - Rubia esquirolii H.Lév. (1912) - Rubiacée de Chine (Yunnan) - Rubus esquirolii H.Lév. (1907) - Rosacée de Chine - Ruellia esquirolii H.Lév. (1913) - Acanthacée de Chine (Guizhou) - Rumex esquirolii H.Lév. (1913) - Polygonacée de Chine (Guizhou) - Sabia esquirolii H.Lév. (1911) - Sabiacée de Chine (Guizhou) - Salvia esquirolii H.Lév. (1910) - Lamiacée de Chine - Sedum esquirolii H.Lév. (1908) - Crassulacée de Chine - Senecio esquirolii H.Lév. (1912) - Astéracée de Chine (Guizhou) - Sigesbeckia esquirolii H.Lév. & Vaniot (1910) - Astéracée de Chine - Silene esquirolii H.Lév. (1914-15) - Caryophyllacée de Chine (Guizhou) - Sindechites esquirolii (H.Lév.) Woodson (1934) - Apocynacée de Chine (Guizhou) (Synonyme : Parameria esquirolii H.Lév.) - Spiraea esquirolii H.Lév. (1911) - Rosacée de Chine (Guizhou) - Stachyurus esquirolii H.Lév. (1914-15) - Stachyuracée de Chine (Guizhou) - Stichorkis esquirolii (Schltr.) Marg., Szlach. & Kułak (2008) - Orchidacée de Chine (Séchuan) (Synonyme : Liparis esquirolii Schltr.) - Striga esquirolii H.Lév. (1914-15) - Scrophulariacée de Chine (Guizhou) - Strychnos esquirolii H.Lév. (1914-15) - Loganiacée de Chine (Guizhou) - Swertia esquirolii H.Lév. (1913) - Gentianacée de Chine (Guizhou) - Symplocos esquirolii H.Lév. (1911) - Symplocacée de Chine (Guizhou) - Tacca esquirolii (H.Lév.) Rehder (1936) - Taccacée (Dioscoréacée en classification AGP II) de Chine (Guizhou) (Synonyme : Clerodendrum esquirolii H.Lév.) - Tetragoga esquirolii (H.Lev.) E.Hossain (1973) - Acanthacée de Chine (Synonyme : Barleria esquirolii H.Lév. & Bodinier, Strobilanthes esquirolii H.Lév.) - Teucrium esquirolii H.Lév. (1912) - Lamiacée de Chine (Guizhou) - Thalictrum esquirolii H.Lév. & Vaniot (1907) - Renonculacée de Chine - Thamnocharis esquirolii (H.Lév.) W.T.Wang (1981) - Gesnériacée de Chine (Guizhou) (Synonyme : Oreocharis esquirolii H.Lév.) - Tofieldia esquirolii H.Lév. (1906) - Mélanthiacée de Chine - Tolypanthus esquirolii (H.Lév.) Lauener (1982) - Loranthacée de Chine (Synonyme : Loranthus esquirolii H.Lév. - Tovaria esquirolii H.Lév. (1909) - Convallariacée de Chine - Trachelospermum esquirolii H.Lév. (1914-15) - Apocynacée de Chine (Guizhou) - Tricyrtis esquirolii (H.Lév.) H.Hara (1988) - Convallariacée de Chine (Synonyme : Disporum esquirolii H.Lév.) - Tupistra esquirolii H.Lév. & Vaniot (1906) - Convallariacée de Chine - Uraria esquirolii H.Lév. (1913) - Fabacée de Chine (Guizhou) (Synonyme : Apios esquirolii H.Lév.) - Vernonia esquirolii Vaniot (1907) - Astéracée de Chine - Vitex esquirolii H.Lév. (1914-15) - Lamiacée de Chine (Guizhou) - Vitis esquirolii H.Lév. & Vaniot (1906) - Vitacée de Chine - Zanthoxylum esquirolii H.Lév. (1914) - Rutacée de Chine (Guizhou) - Ziziphus esquirolii H.Lév. (1911) - Rhamnacée de Chine (Guizhou) |